# Wspólnota administracyjna Seeshaupt
Wspólnota administracyjna Seeshaupt – wspólnota administracyjna (niem. Verwaltungsgemeinschaft) w Niemczech, w kraju związkowym Bawaria, w rejencji Górna Bawaria, w regionie Oberland, w powiecie Weilheim-Schongau. Siedziba wspólnoty znajduje się w miejscowości Seeshaupt. Powstała 1 maja 1978 w wyniku reformy administracyjnej.
Wspólnota administracyjna zrzesza dwie gminy wiejskie (Gemeinde): 
- Iffeldorf, 2 540 mieszkańców, 27,61 km²
- Seeshaupt, 2 866 mieszkańców, 29,97 km²